# Paleizencomplex in Peterhof
In de stad Peterhof (Russisch: Петергоф, Petergof) ligt een zeer bekend Russisch paleizen- en tuinencomplex. Het werd gebouwd op bevel van de Russische tsaar Peter de Grote en wordt vaak het 'Russische Versailles' genoemd. Peterhof ligt ten zuidwesten van Sint-Petersburg en kijkt uit over de Finse Golf. De tuinen en paleizen van Peterhof zijn opengesteld voor het publiek en vormen een grote trekpleister voor duizenden toeristen.

## Geschiedenis

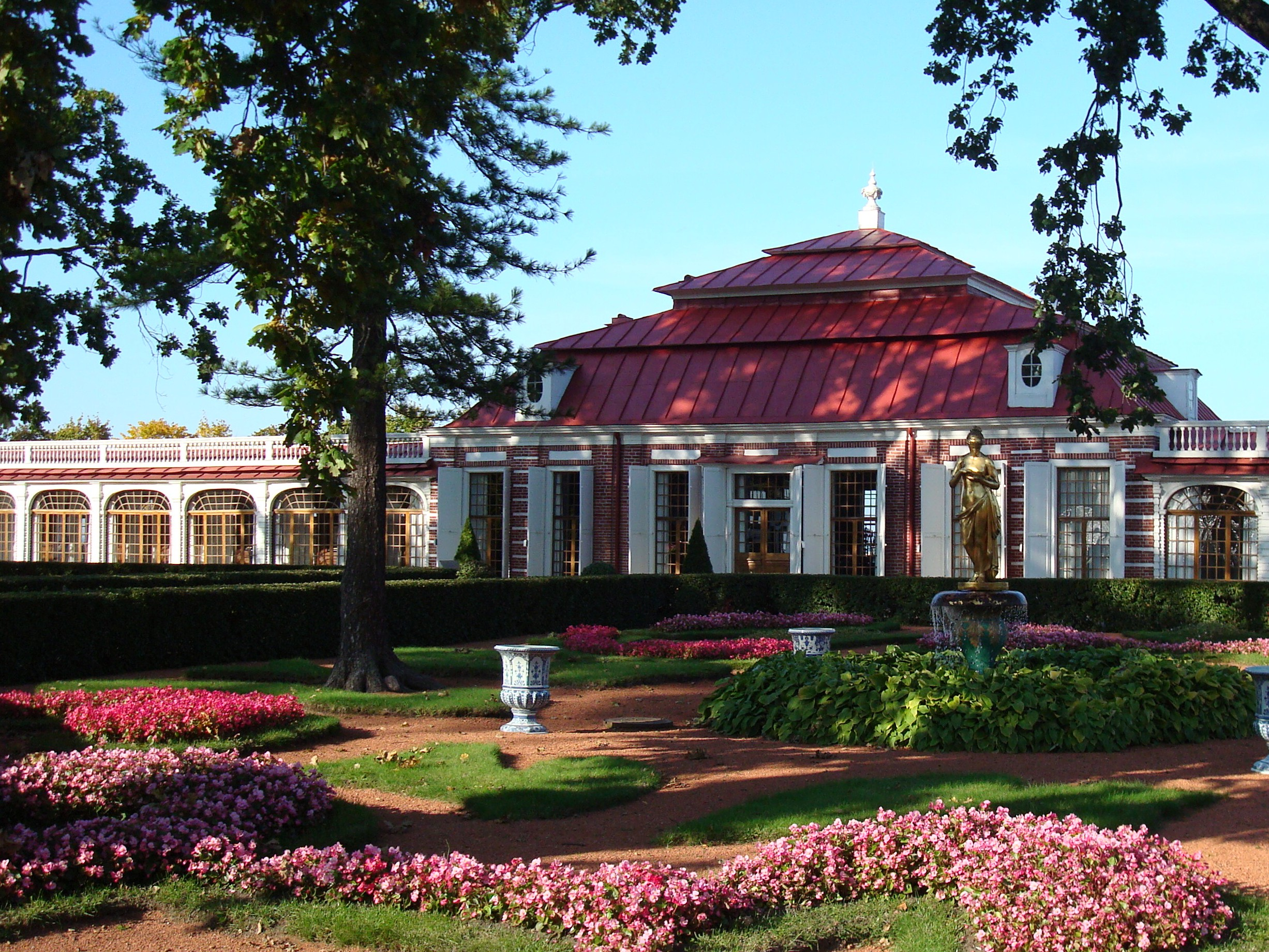
Het Paleis van Monplaisir

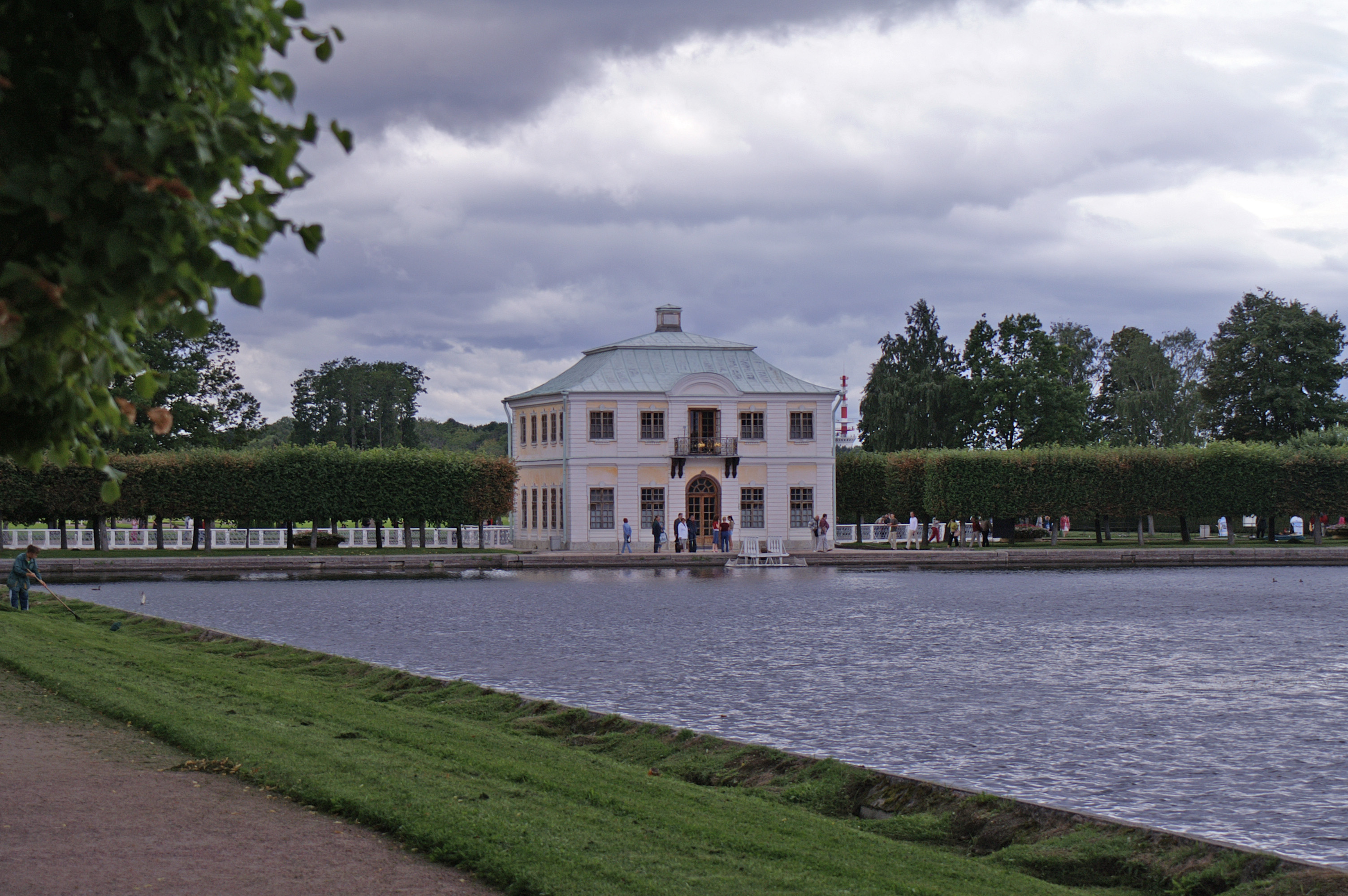
Het Mergelpaleis

### Peter de Grote
Het stadje Peterhof, dat toen uit één boerderij bestond, werd voor het eerst in de geschiedenis genoemd door tsaar Peter de Grote in 1705; hij merkte de gunstige ligging van deze plaats op voor de scheepvaart. Later besloot hij op deze plek een paleis te bouwen naar het voorbeeld van het Kasteel van Versailles. In 1714 begon hij met de bouw van twee paleizen (het Paleis van Monplaisir en het centraal gelegen Grote Landhuis) en de lager en hoger gelegen tuinen. Later besloot hij ook tot de bouw van het Hermitagepaviljoen en het Mergelpaleis. De tsaar was zelf erg betrokken bij de bouw en werkte mee aan het ontwerp. De bouw werd uitgevoerd door de architecten Jean-Baptiste Le Blond, Johann Braunstein, Niccolo Michetti en Mikhail Zemtsov. Ook werkten een groot aantal bekende beeldhouwers, tuinarchitecten en schilders aan het grootschalige project, onder wie de Nederlandse tuinarchitect Leonardt van Harnigfelt. In 1723 werd Peterhof als keizerlijke residentie in gebruik genomen, al was de bouw nog niet voltooid. De bouw werd stopgezet in 1725, toen Peter de Grote stierf.

### Zijn opvolgers
Onder de opvolgers van Peter werd er bijna niets aan de bouw van het paleizen- en tuinencomplex gedaan. Pas toen tsarina Elisabeth I, de dochter van Peter, de troon besteeg, werd de bouw voortgezet. Zij liet haar favoriete architect, de Italiaan Bartolomeo Rastrelli, aan het Peterhof werken. Hij ontwierp de grote vleugels aan het Grote Landhuis (dat werd omgedoopt tot het Grote Paleis) omdat het landhuis te klein was geworden voor het Russische hof. Ook kwamen er in de plannen van Rastrelli minder fonteinen voor dan in die van Peter de Grote. Later werden de fonteinen naar het ontwerp van tsaar Peter alsnog geplaatst.
Maar ook nadat de plannen van Rastrelli voltooid waren en de bouw was afgerond, was Peterhof nog niet voltooid. Tot het jaar 1917 werd er volop gebouwd aan de paleizen en tuinen door de Russische tsaren. Zo voegde tsaar Nicolaas I het landgoed Alexandria toe aan het grondgebied en bouwde hij daarop een klein paleis voor zijn echtgenote, tsarina Alexandra Fjodorovna. En ook de laatste tsaar, Nicolaas II, woonde met zijn gezin in een privé-paleis in Peterhof.

### Na de afschaffing van de monarchie
Toen de Russische Revolutie uitbrak en tsaar Nicolaas II was gedwongen af te treden, werd Peterhof staatsbezit. Veel kostbaarheden werden uit het Grote Paleis gehaald uit angst voor plunderingen. In 1918 werd Peterhof omgevormd tot een museum en al snel steeg de populariteit van Peterhof als toeristisch oord. Toen de rust in Rusland grotendeels was hersteld, werden ook de kostbaarheden teruggebracht naar het Grote Paleis.
Tijdens de Tweede Wereldoorlog deden de museummedewerkers er alles aan om de kostbaarheden en kunstschatten te redden. Daarom werden veel meubels, schilderijen, standbeelden en andere kunstobjecten tijdelijk ondergebracht op verschillende plaatsen in het land of zelfs begraven in de tuinen. Van 21 september 1941 tot 19 januari 1944 was Peterhof bezet door Duitse troepen, die duizenden eeuwenoude bomen omkapten. Niet alleen de tuinen liepen schade op, ook de paleizen werden zwaar beschadigd en sommige zelfs geheel verwoest doordat zij vlak voor de terugtrekking werden opgeblazen.
Meteen na de bevrijding in 1944 begon men aan de herstelwerkzaamheden. In 1945 werd het lagergelegen park weer voor publiek opengesteld en in 1958 waren de façades van de paleizen weer in hun oorspronkelijke staat hersteld. In de tijd daartussen werden ook alle andere tuinen, fonteinen, cascades en paleizen weer herbouwd.

## Indeling

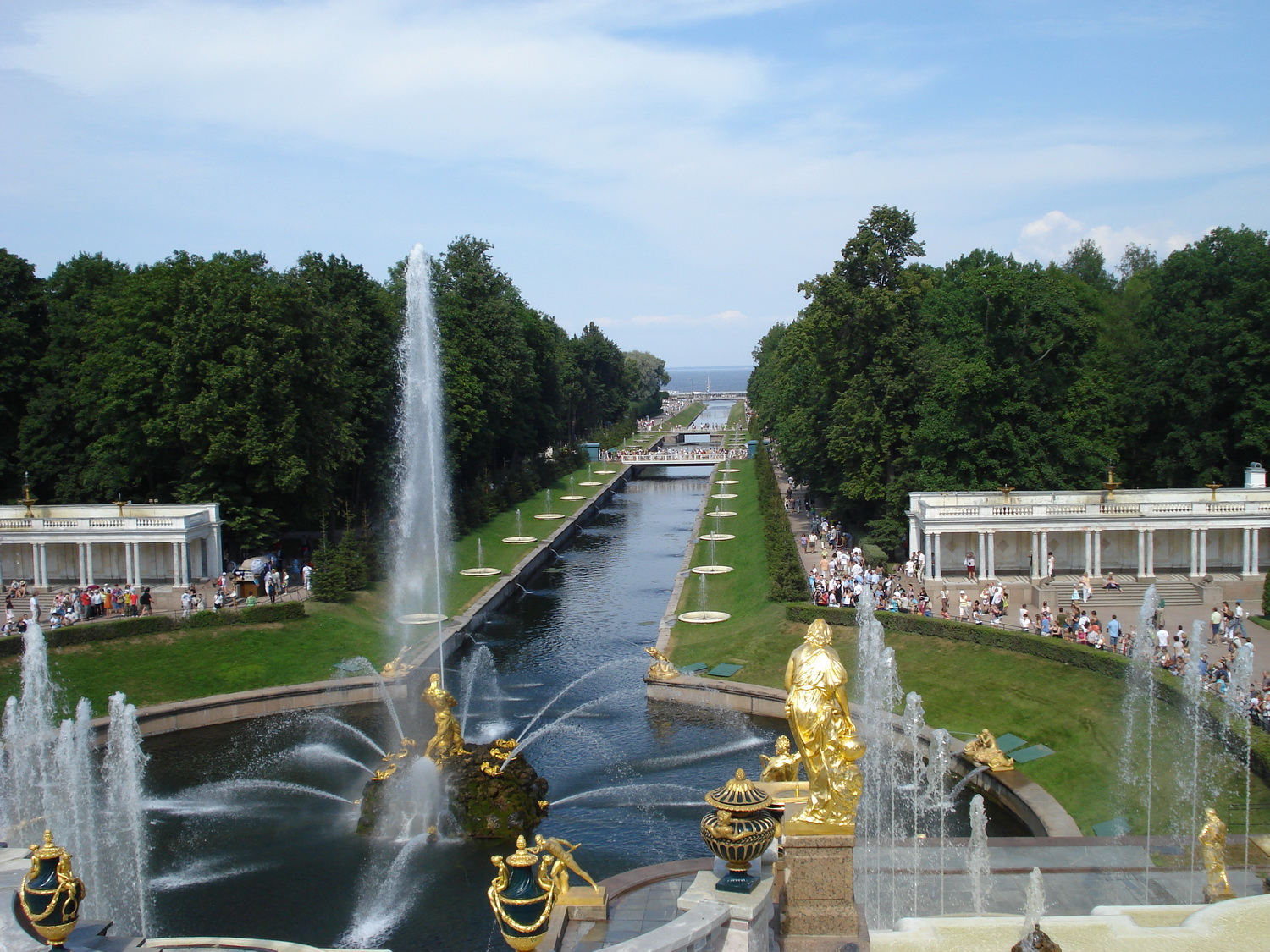
De Fontein van Simson en het grote kanaal

### De lager gelegen tuinen
Minder dan honderd meter van de kust bij Peterhof is een klif van zestien meter hoog. Op deze plek is het paleizen- en tuinencomplex gebouwd. Tussen de kust en het klif liggen de lager gelegen tuinen. Dit symmetrisch opgebouwde tuingedeelte wordt aan de zuidelijke kant begrensd door een terras en aan de noordelijke kant door de Finse Golf. De tuin wordt doorsneden door een breed kanaal, waarnaast aan beiden kanten twee lanen lopen. In deze tuin liggen het Paleis van Monplaisir, het Hermitagepaviljoen en de kassen. Ook bevinden zich hier de Adam en Eva Fonteinen en twee cascades.

### Het Alexandriapark

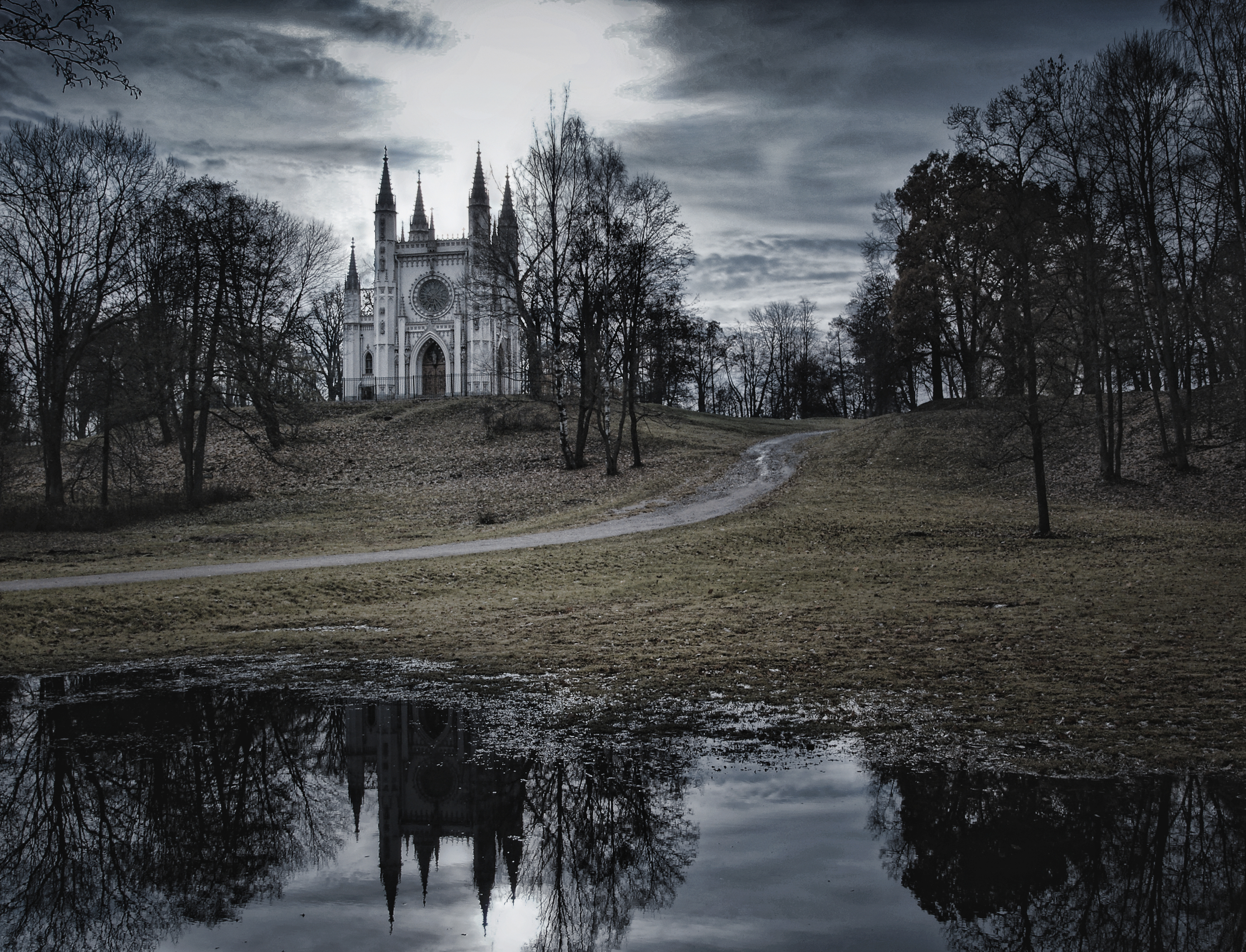
De neogotische Alexander Nevski-kapel in het Alexandriapark

Ten oosten van de lager gelegen tuinen ligt het Alexandriapark. Het park ligt direct aan de kust van de Finse Golf en beslaat 115 hectare. Het landgoed werd in 1825 gekocht door tsaar Nicolaas I, die het de naam “Alexandria” gaf. Hij bouwde er een jaar later een klein paleis voor zijn echtgenote, Alexandra Fjodorovna. Ook werden er een neogotische Alexander Nevski-kapel en verschillende paviljoenen gebouwd. Het park is in twee delen verdeeld door een lange, rechte laan. De ene zijde ligt direct aan de kust en het andere gedeelte is verhoogd.

### Het Grote Paleis

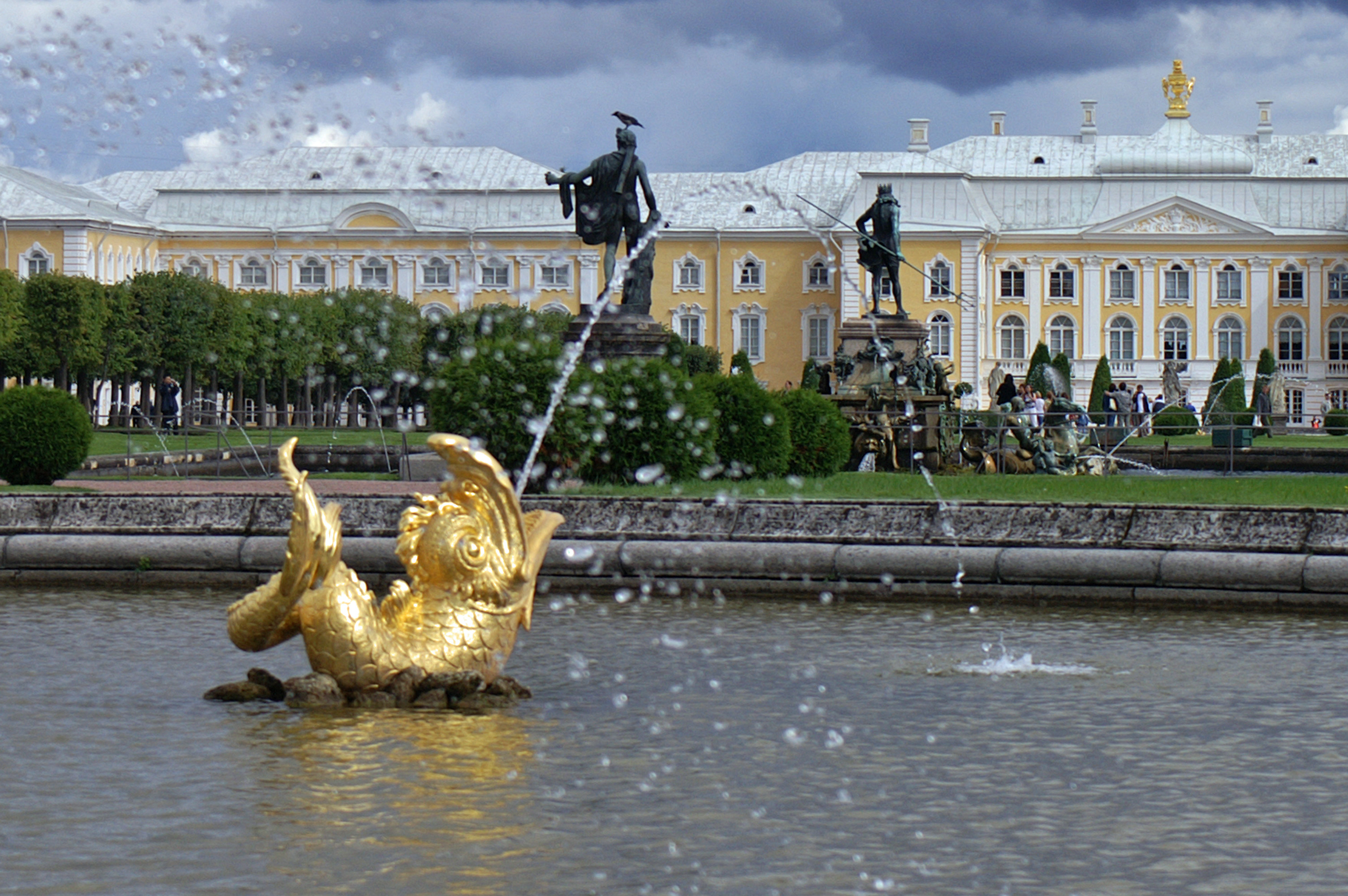
De hoger gelegen tuinen met daarachter het Grote Paleis

Op de top van het klif is het belangrijkste paleis van Peterhof gebouwd: Het Grote Paleis. Het paleis strekt zich met zijn grote zijvleugels wel driehonderd meter langs het klif uit en bevat galerijen, balzalen, privé-vertrekken, een kerkgebouw, staatsievertrekken, enz. Gasten van het paleis worden overweldigd door een pracht aan schilderijen, beeldhouwwerken, meubels, porselein, glas en brons.
Voor het Grote Paleis liggen de Grote Cascade en de Fontein van Simson. De Grote Cascade is de belangrijkste waterpartij in Peterhof en ontworpen door tsaar Peter de Grote zelf. Door de eeuwen heen hebben verschillende grote architecten aan de cascade gewerkt en het omgevormd tot de barokke waterpartij die er nu staat. Onderaan de cascade ligt een grote vijver, waarin de Fontein van Simson uit 1734 staat. De fontein is de meest krachtige van Peterhof en bestaat uit een gouden beeld van Simson die de bek van een leeuw opentrekt. Het oorspronkelijke beeld ging verloren in de oorlog en werd gereconstrueerd.

### De hoger gelegen tuinen
De hoger gelegen tuinen liggen achter het Grote Paleis en beslaan ongeveer 15 hectare. Vanaf de toegangspoort van Peterhof loopt een rechte laan door de hoger gelegen tuinen naar het Grote Paleis, waardoor het park in twee delen is opgedeeld. Net als de lager gelegen tuinen, zijn ook deze tuinen symmetrisch opgedeeld. Het park wordt gekenmerkt door grote gazons en veel beeldhouwwerken. Ook staan er verschillende fonteinen.
Dal van de Bikinrivier (met Centraal Sichote-Alingebergte) · Koerse Schoorwal · Ensemble van het Ferapontovklooster · Gouden bergen van Altaj · Hemelvaartskerk, Kolomenskoje · Historisch en architectonisch complex van het Kremlin van Kazan · Kizji Pogost · Baikalmeer · Citadel, oude stad en vestingwerken van Derbent · Historische monumenten van Novgorod en omgeving · Kremlin en Rode Plein, Moskou · Ensemble van het Novodevitsjiklooster · Historisch centrum van Sint-Petersburg en bijbehorende groepen van monumenten · Cultureel en historisch ensemble van de Solovetski-eilanden · Geodetische boog van Struve · Architectonisch ensemble van de Triniti Sergius Lavra in Sergiev Posad · Uvs Nuurbekken · Maagdelijke wouden van Komi · Vulkanen van Kamtsjatka · Westelijke Kaukasus · Witte monumenten van Vladimir en Soezdal · Natuurlijk systeem van het Wrangel-eilandreservaat · Historisch centrum van de stad Jaroslav · Historisch en archeologisch complex van Bolgar · Landschappen van Daurië · Hemelvaartkathedraal en -klooster van het dorpseiland Svijasjk · Kerken van de architectuurschool van Pskov · Petrogliefen van het Onegameer en de Witte Zee · Cultureel landschap van het Kenozeromeer
- Gemeinsame Normdatei: 7556135-9
- International Standard Name Identifier: 0000 0001 2231 1481
- Library of Congress Control Number: n92058026
- Nationale Bibliotheek van Israël: 987007306677005171
- Virtual International Authority File: 156622683
- WorldCat: E39PBJccbYrKxPWGxgmcDcYHG3